# Лайл (Міннесота)
Лайл (англ. Lyle) — місто (англ. city) в США, в окрузі Мовер штату Міннесота. Населення — 522 особи (2020).

## Географія
Лайл розташований за координатами 43°30′21″ пн. ш. 92°56′29″ зх. д. / 43.50583° пн. ш. 92.94139° зх. д. (43.505822, -92.941266).  За даними Бюро перепису населення США в 2010 році місто мало площу 1,98 км², уся площа — суходіл.

## Демографія
Згідно з переписом 2010 року, у місті мешкала 551 особа в 220 домогосподарствах у складі 147 родин. Густота населення становила 279 осіб/км².  Було 235 помешкань (119/км²).
Расовий склад населення:
| - 98,2 % — білих - 0,2 % — корінних американців |

До двох чи більше рас належало 1,5 %. Частка іспаномовних становила 0,7 % від усіх жителів.
За віковим діапазоном населення розподілялося таким чином: 27,2 % — особи молодші 18 років, 58,1 % — особи у віці 18—64 років, 14,7 % — особи у віці 65 років та старші. Медіана віку мешканця становила 36,3 року. На 100 осіб жіночої статі у місті припадало 93,3 чоловіків;  на 100 жінок у віці від 18 років та старших — 91,0 чоловіків також старших 18 років.
Середній дохід на одне домашнє господарство  становив 53 196 доларів США (медіана — 45 313), а середній дохід на одну сім'ю — 69 617 доларів (медіана — 63 654). Медіана доходів становила 37 692 долари для чоловіків та 37 917 доларів для жінок. За межею бідності перебувало 16,5 % осіб, у тому числі 19,5 % дітей у віці до 18 років та 19,7 % осіб у віці 65 років та старших.
Цивільне працевлаштоване населення становило 218 осіб. Основні галузі зайнятості: освіта, охорона здоров'я та соціальна допомога — 34,9 %, виробництво — 19,3 %, роздрібна торгівля — 11,5 %, будівництво — 4,6 %.